# Аеростат

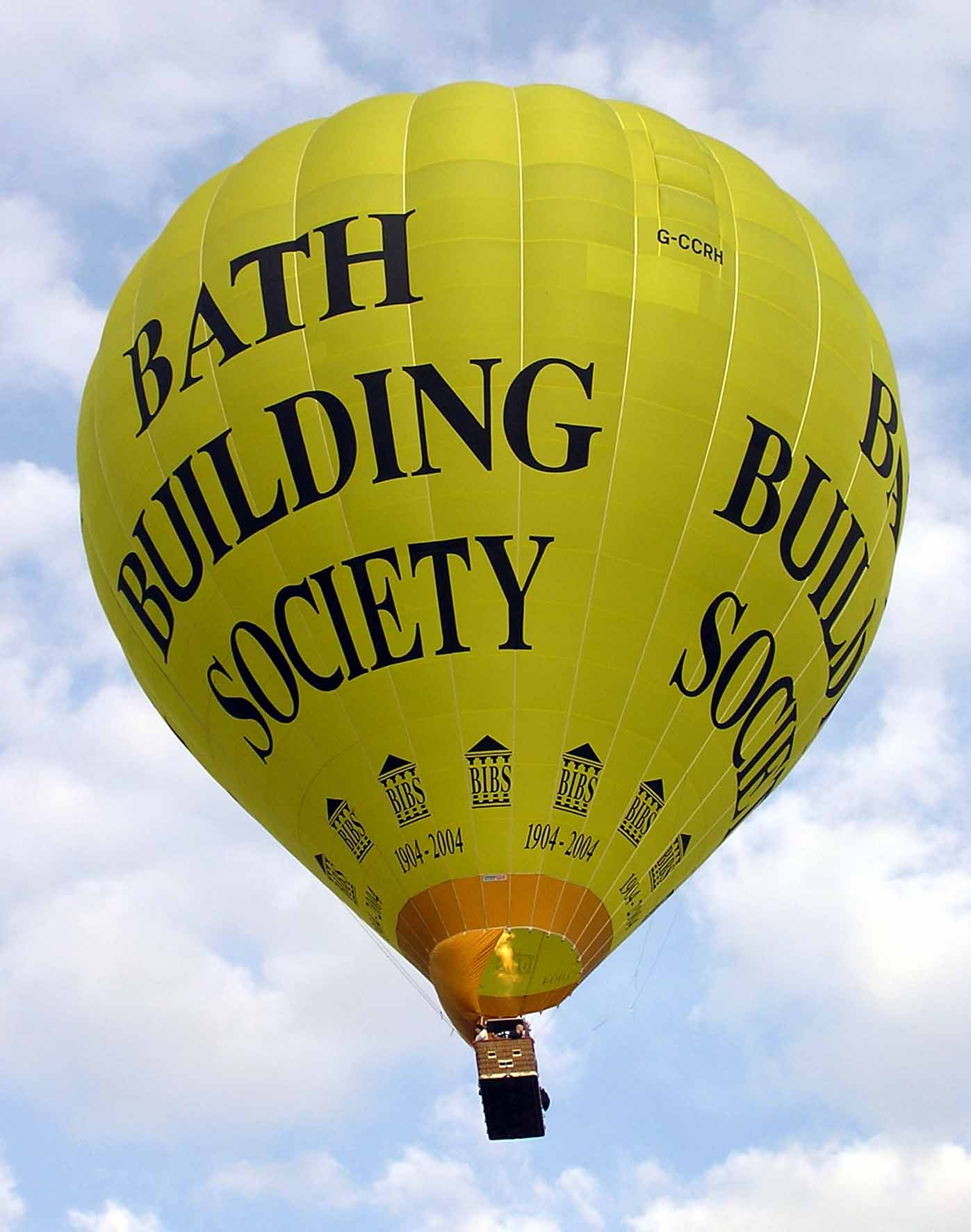
Повітряна куля (сферичний вільний аеростат) в польоті. Англія, 2004 рік.

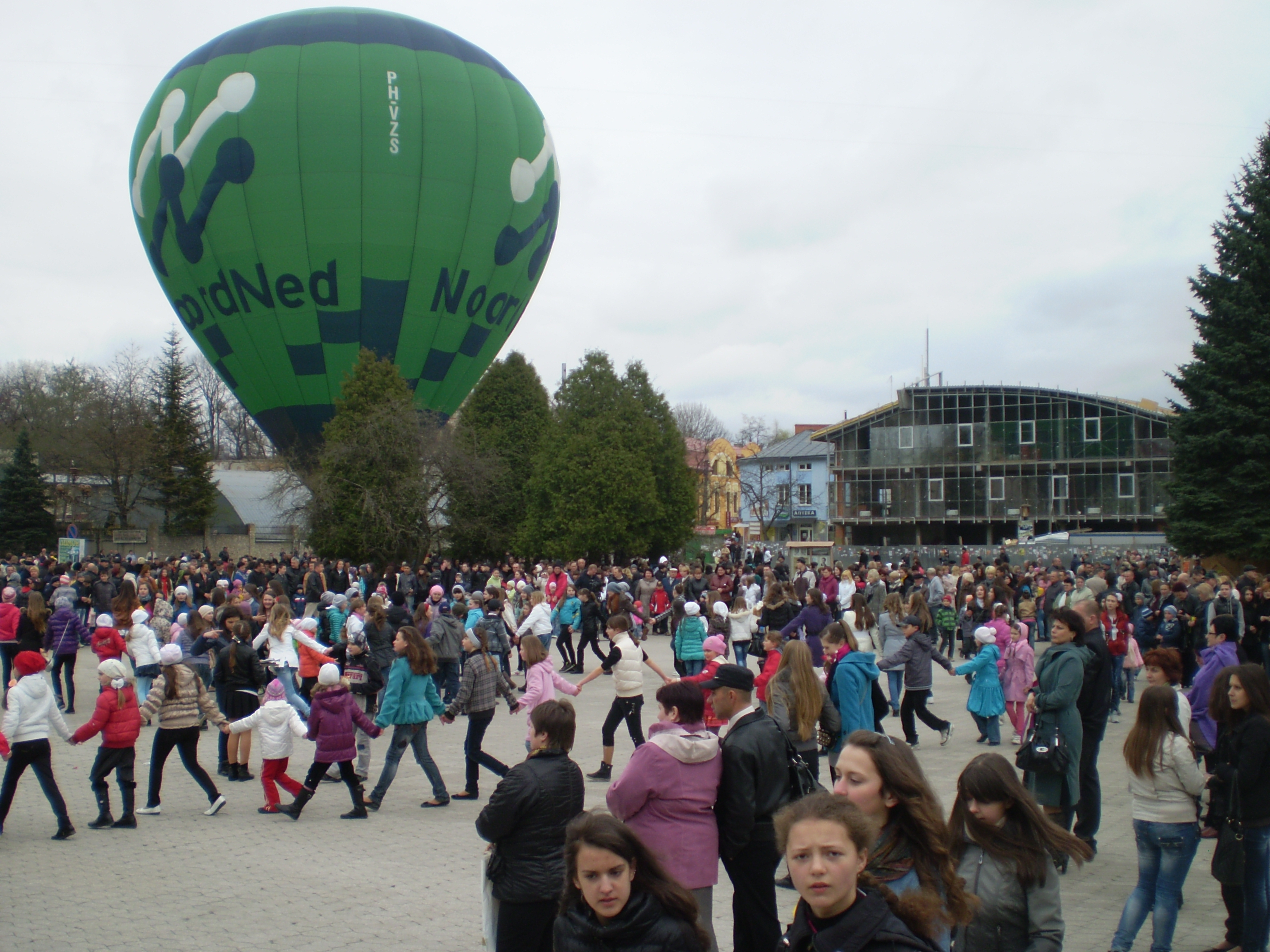
Запуск повітряної кулі під час Великої Гаївки в Дрогобичі 17 квітня 2012 року.

Аероста́т (фр. aérostat від грец. ἀήρ — «повітря» і στατός — «стоячий, нерухомий»), заст. воздухоплав — літальний апарат, легший за повітря. Підіймальна сила створюється легшим за повітря газом (водень, гелій, світильний газ), що міститься в оболонці аеростата.
Аеростат — вид літальних апаратів політ якого, повністю або частково, зумовлений дією закону Архімеда.

## Історія
В 1783 р. брати Монгольф'є піднялись в повітря на повітряній кулі, наповненій гарячим повітрям. Повітряні кулі, або аеростати, до початку використання гідрометеорологічних та геодезичних супутників слугували метеорологам для зібрання інформації про погоду. На початку XX ст. керовані аеростати — так звані дирижаблі — конкурували з літаками. В наші дні вони використовуються переважно як платформи для телекамер або в цілях реклами.
Оболонка аеростата «монгольф'єра» вміщає великий об'єм гарячого повітря, який створює «аеростатичну підіймальну силу» (або «сплавну» силу). Якщо загальна вага аеростата менша, ніж «аеростатична підіймальна сила» то він буде підійматися. Аеростати на гарячому повітрі підіймаються, коли повітря в оболонці нагрівається, тому що при цьому воно стає менш густим, ніж холодне атмосферне повітря. В більшості газових аеростатів і дирижаблів для створення «аеростатичної підіймальної сили» (або «сплавної сили») використовується гелій — негорючий газ з дуже низькою густиною. Дирижаблі мають двигуни, стерно напрямку і стерно висоти, які дозволяють керувати швидкістю і напрямком польоту. Аеростати вільнолітаючі не мають рушійних засобів і дрейфують разом з вітром. Аеростати прив'язні утримуються на фіксованій позиції, незалежно від дії вітру, завдяки тросу і важкій наземній базі.

## Класифікація і застосування

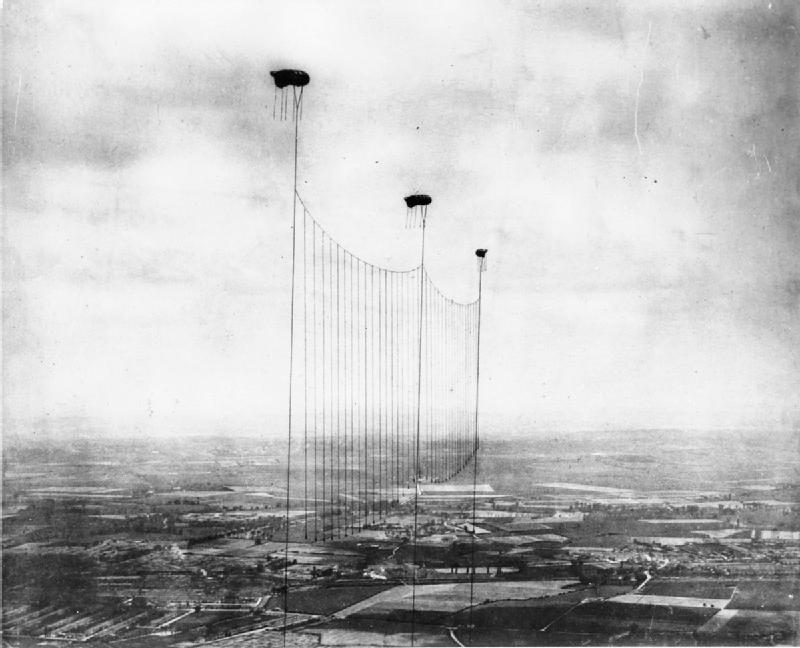
Аеростати загородження для захисту Лондона від нальотів авіації під час Першої Світової війни

Розрізняють керовані та некеровані аеростати До 1-ї групи належать дирижаблі і моторизовані аеростати з двигунами й повітряними гвинтами, до 2-ї — сферичні вільні аеростати, або повітряні кулі, і прив'язні, так звані змійкові аеростати.
Вільні аеростати застосовують переважно для дослідження атмосфери і в спорті. До них належать радіозонди, кулі-пілоти, стратостати і автоматично керовані аеростати, які підіймаються в повітря без людей (з радіотелеметричними приладами).
Прив'язні аеростати поділяються на аеростати спостереження та аеростати загородження, які підіймаються в повітря на тросі, що розмотується з моторизованої лебідки.
Аеростати спостереження в наші часи застосовують для військової розвідки та коректування артилерійського вогню і в метеорології. Аеростати загородження у XX столітті використовували для захисту важливих об'єктів і міст від нальотів ворожої авіації; їх підіймали густою сіткою (рядами або в шаховому порядку) на висоту, яка досягала 4,5 км і більше. Їх широко застосовували в системі ППО Москви та інших міст СРСР під час Другої Світової війни.
У японських конструкторів 1970-х років користувався повагою аеростат, до якого підвішувався каркас із сідлом і велоприводом. Натискуючи на педалі, пілот міг підійматися вгору або опускатися вниз — фізичні зусилля витрачалися тільки на переміщення апарата, оскільки в повітрі утримувала повітряна куля.

### Повна класифікація аеростатів

#### Параметр класифікації
1. Керованість
  1. керовані (дирижабль)
    1. вільнолетячий керований за висотою
    2. повністю керований

  2. некеровані
    1. вільнолетячий (повітряна куля)
    2. прив'язний (змійковий)
2. Наповнення
  1. тепловий (монгольф'єр)
  2. газовий (шарльєр)
  3. комбінований (розьєр)
  4. вакуумний (суто гіпотетично, неможливо з інженерної точки зору)[3]
3. Система компенсації зміни газового об'єму
  1. балонетні
    1. пасивні
    2. з примусовим піддувом

  2. зі стягувальною системою
  3. змішані
  4. без компенсації
4. Використання додаткової підіймальної сили
  1. з використанням додаткової підіймальної сили (диностат (саможабль, диноліфтер), гелікостат)
    1. використовують власні двигуни
    2. використовують зовнішні двигуни

  2. без використання додаткової підіймальної сили
5. Тип
  1. одиночні
  2. тандемні
  3. триплетні
6. Призначення
  1. транспортні (вантажні, пасажирські)
    1. низької вантажності до 100 кг
    2. середньої вантажності 100—1000 кг
    3. великої вантажності понад 1000 кг

  2. зв'язку
  3. демонстраційні
  4. метеорологічні
  5. спеціалізовані
  6. бойові
    1. розвідувальні (в тому числі спостереження, корегувальні)
    2. бомбардувальні
    3. загороджувальні
    4. комбіновані
    5. крім того всі аеростати можуть виконувати функцію хибної радіолокаційної цілі
7. Конструкція
  1. жорсткі
  2. напівжорсткі
  3. м'які
8. Участь людини
  1. пілотовані
  2. безпілотні
9. Висота зони рівноваги
  1. тропосферні
    1. маловисотні 0-2 км
    2. середньовисотні 2-6 км
    3. висотні 6-11 км

  2. стратосферні (стратостати)
  3. мезосферні
10. Об'єм (м³)
  1. малооб'ємні (250/ 400/ 600/ 900/ 1200)
  2. середньооб'ємні (1600/ 2200/ 3000/ 4000/ 6000)
  3. великооб'ємні (9000/ 12 000/ 16 000/ 22 000/ 25 000/ 50 000/ 100 000/ понад 100 000)

## Сучасні аеростати

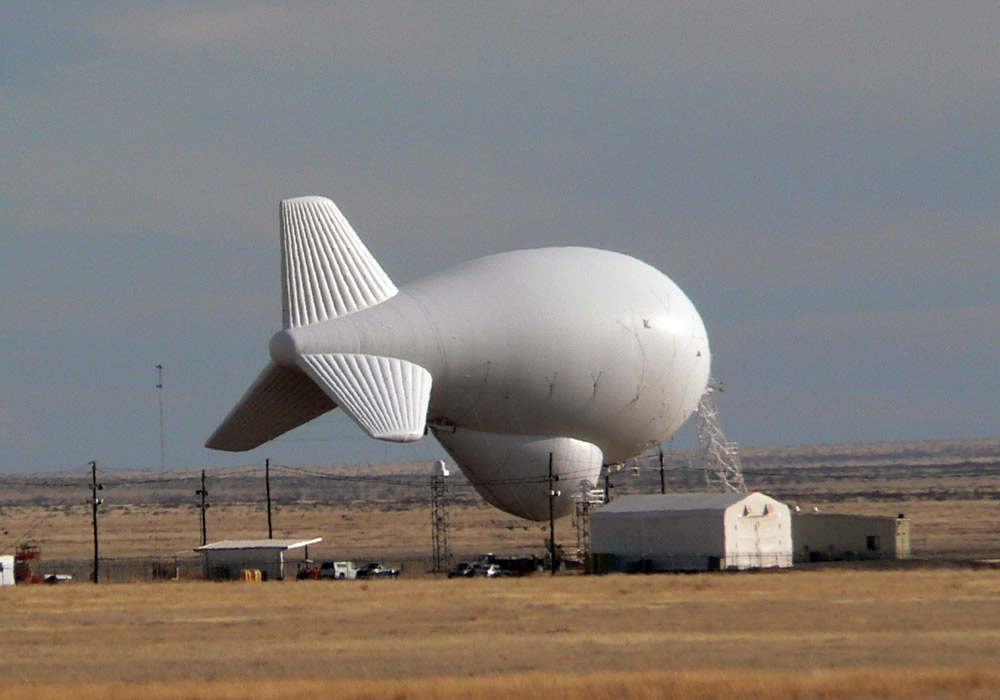
Прив'язний аеростат із радаром для прикордонного спостереження. США, 2010 рік

### Військові аеростати

#### Конструкція сучасного змійкового аеростата
Більшість сучасних прив'язних аеростатів, які використовуються для спостереження в армії та для охорони кордонів,  мають краплеподібну форму. Корпус «краплі» формує оболонка із синтетичного багатошарового матеріалу. Основний об'єм корпуса займає ємність наповнена гелієм. Легкий газ за законом Архімеда протидіє силі гравітації й утворює «сплавну» (або «вспливну») силу. Також в корпусі аеростата — зазвичай в передній і задній частині — аеростат має два внутрішні відсіки — «мішки», наповнені повітрям. Вони називаються балонетами і слугують для утримання постійної форми та напруження оболонки, що є дуже важливим при зміні висоти аеростата, або при погодній зміні атмосферного тиску. Коли аеростат підіймається, і зовнішній барометричний тиск зменшується, гелій в аеростаті розширюється. Для компенсації зростаючого напруження оболонки із балонета відкачується повітря. При зниженні аеростата підіймальний газ гелій — навпаки — зменшується в об'ємі. Аби запобігти «зморщенню» оболонки й утворенню «ложки» — в балонети накачують повітря.

### Наукові аеростати
16 квітня 2025 року з міста Ванака (Нова Зеландія) стартувала унікальна наукова місія NASA з використанням повітряної кулі надвисокого тиску, яка згідно плану здолає тисячі кілометрів над Тихим океаном, збираючи безцінні дані про верхні шари атмосфери, що допоможуть вдосконалити кліматичні моделі та прогнозування погоди. Повітряна куля розміром зі стадіон є одним із найбільших стратосферних аеростатів, коли-небудь запущених у наукових цілях. Очікується, що вона перетне Чилі та Аргентину, продовжуючи свій шлях навколо Південної півкулі. HIWIND (експеримент «Висотний інтерферометр для спостереження за вітром») – основне наукове обладнання, що розміщене на аеростаті. Цей прилад розроблений для детального вивчення динаміки верхніх шарів атмосфери і буде зосереджений на дослідженні мезосфери та нижньої термосфери, розташованих на висоті 50-120 км над поверхнею Землі.

### Спортивні аеростати

#### «Брейтлінг Орбітер 3»

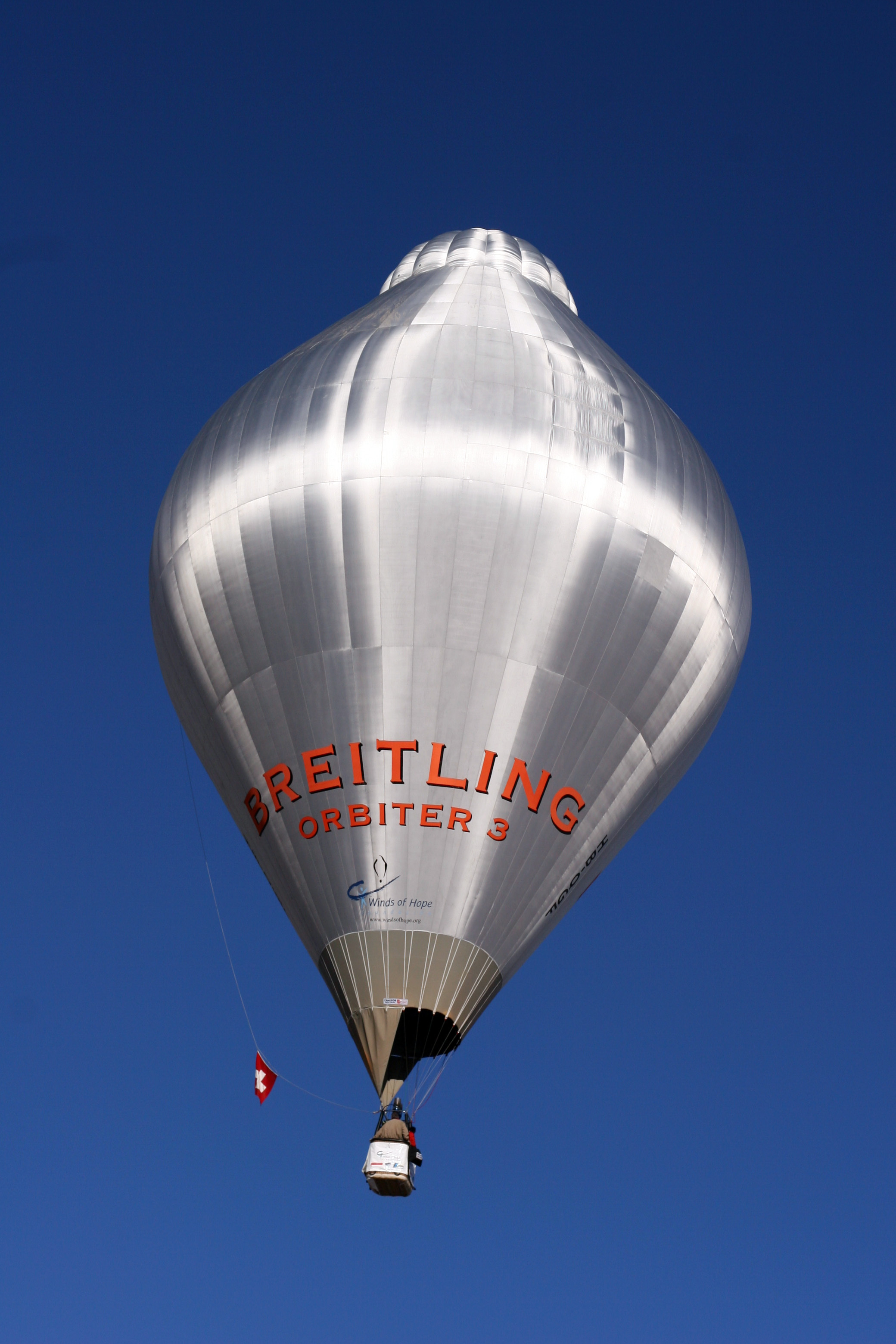
Брейтлинг Орбитер 3 у польоті

В березні 1999 р. гібридний аеростат «Брейтлінг Орбітер 3» (англ. Breitling Orbiter) заввишки 60 метрів з аеронавтами Бертраном Пікаром і Браяном Джонсом здійснив навколосвітню подорож. Основну підіймальну силу створював гелій, йому допомагало нагріте повітря, розміщений в нижній частині оболонки. Екіпаж із двох людей розміщувався в герметичній гондолі, в яку нагнітався кисень і азот. Вуглекислий газ, який виділявся при диханні, видалявся літієвими фільтрами.

#### Аланом Юстасом досягнуто висоти понад 41км
Новий рекорд висотного підйому на аеростаті-шарльєрі встановив 24 грудня 2014 року Алан Юстас (Alan Eustace). Він досягнув висоти 41 419 м (135 890 футів).
Було використано повітряну кулю (балон) газовою місткістю 991 м³ (35000 куб.футів). Аеронавт був одягненим у спеціальний скафандр. Рекордної висоти було досягнуто приблизно за дві години. Після цього Юстас за допомогою вибухового пристрою відділив від себе свій сферичний аеростат і повернувся на Землю, скористувавшися парашутом.

## Повітряна куля в історії України
4 березня 1784 року у Львові професор фізики Львівського університету Ігнацій Мартинович і доктор медицини Непомук Герман виготовили та запустили першу у світі повітряну кулю з автоматичним пальником на рідкому пальному для підігріву повітря у балоні. За одну хвилину куля піднялася на висоту 100 м над землею. Це сталося усього через дев'ять місяців після польоту кулі братів Монгольф'є, пальним для якої була солома.
У 1874 році у Харківській губернії М. Т. Лаврентьев на кулі-шарльєрі власного виготовлення виконав 10 польотів і досягнув висоти 6000 м